# Любовницы (фильм, 2019)
«Любо́вницы» — российский комедийный фильм режиссёра Елены Хазановой. В России фильм вышел в прокат 28 февраля 2019 года.

## Сюжет
Фильм рассказывает о медсестре, актрисе и студентке, расставшихся со своими мужчинами, у которых, как выяснилось, есть жёны. Отомстив им, подруги решают помогать другим девушкам, оказавшимся в аналогичной ситуации. Их выследили сотрудники ток-шоу, но подруги сбежали со съёмочной площадки.

## В ролях
| Актёр                  | Роль                                                 |
| ---------------------- | ---------------------------------------------------- |
| Паулина Андреева       | студентка Ира                                        |
| Александра Бортич      | актриса Алиса                                        |
| Юлия Александрова      | медсестра Маша                                       |
| Мария Шалаева          | бармен Сима                                          |
| Гоша Куценко           | пластический хирург Олег                             |
| Максим Лагашкин        | режиссёр                                             |
| Сергей Гармаш          | ветеран войны в Афганистане, полковник ВДВ Петрович  |
| Юрий Стоянов           | Михаил                                               |
| Юрий Чурсин            | поп-звезда Макс                                      |
| Ефим Петрунин          | Дима                                                 |
| Александр Робак        | продюсер                                             |
| Елена Валюшкина        | Наталья                                              |
| Елизавета Арзамасова   | Мила                                                 |
| Роман Маякин           | Сергей                                               |
| Константин Юшкевич     | Толя                                                 |
| Евгения Брик           | Анна                                                 |
| Владимир Мишуков       | Платон                                               |
| Екатерина Маликова     | Регина                                               |
| Георгий Дронов         | Валентин                                             |
| Анатолий Руденко       | парень в кафе                                        |
| Светлана Степанковская | девушка в кафе                                       |
| Катя Лель              | камео                                                |
| Александр Феклистов    | отец Иры                                             |
| Татьяна Лютаева        | мама Иры                                             |
| Виталий Петров         | новый парень Алисы                                   |
| Юлия Сулес             | депутатша                                            |
| Никита Джигурда        | супермэн                                             |
| Диана Арбенина         | камео (прохожая, сфотографировавшая главных героинь) |

## Саундтрек
Лидер группы «Ночные Снайперы» Диана Арбенина написала песню «Умею летать без тебя» специально для данного фильма. Кроме того, в картине звучат песни группы «Грустные люди», «Редкая птица» и «Катастрофически».
Ольга Бузова выпустила песню «Эгоистка», клип на которую содержал сцены из фильма.

## Критика
Фильм получил средние оценки кинокритиков. Павел Соломатин из InterMedia писал: «От удачных эпизодов, коих не так уж мало, останется достаточно приятных воспоминаний и даже метких фразочек на любой случай (особенно если вам надо познакомиться с парнем дочери)».

## Сиквел
О съемках сиквела стало известно в сентябре 2021 года. Тогда же было объявлено, что в новом фильме главными героями будут трое мужчин, и их сыграют Павел Прилучный, Роман Курцын и Алексей Золотовицкий. Первоначально, картина называлась «Любовницы: ответный удар», однако название было изменено на «Любовники». В августе 2022 года в сети появился трейлер фильма и дата его выхода в прокат – 3 ноября.